# Argyrodes dipali
Argyrodes dipali är en spindelart som beskrevs av Benoy Krishna Tikader 1963. Argyrodes dipali ingår i släktet Argyrodes och familjen klotspindlar. Inga underarter finns listade i Catalogue of Life.